# Prosecogryllus nossibianus
Prosecogryllus nossibianus är en insektsart som beskrevs av Brancsik 1892. Prosecogryllus nossibianus ingår i släktet Prosecogryllus och familjen syrsor. Inga underarter finns listade i Catalogue of Life.